# Партия солидарности (Швеция)
Партия солидарности, ПС (швед. Solidaritetspartiet) — бывшая маоистская партия в Швеции, созданная в 1967 году. В 1967—1973 годах — Коммунистическая лига марксистов-ленинцев, КФМЛ (Kommunistiska Förbundet Marxist-Leninisterna), в 1973—1986 годах — Коммунистическая партия Швеции, КПШ (Sveriges Kommunistiska Parti).

## История

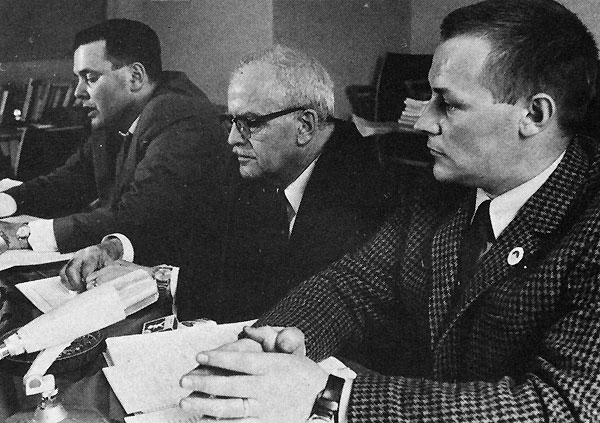
Пресс-конференция КФМЛ в Мальмё (1967). Слева направо: Бо Густафссон, Нильс Хольмберг, Франк Бауде.

КФМЛ была создана в 1967 году на XXI съезде Коммунистической партии Швеции (принявшей тогда же название Левой партии — Коммунисты, ЛПК) в результате откола от неё прокитайской группы во главе с Бу Густавссоном (Bo Gustafsson) и Нильсом Хольмбергом (Nils Holmberg). Организация играла лидирующую роль в шведской кампании солидарности с Вьетнамом, охватывавшей социал-демократов, коммунистов, троцкистов, анархистов и пацифистов.
В 1970 году от КФМЛ откололась сталинистская фракция, сформировавшая Коммунистическую лигу марксистов-ленинцев (революционную) (Kommunistiska Förbundet Marxist-Leninisterna (revolutionärerna)), с 2005 года носящая название Коммунистической партии. В 1973 году КФМЛ приняла название Коммунистической партии Швеции. В 1978 году от Коммунистической партии Швеции откололась проалбанская ходжаистская группировка, оформившаяся в Коммунистическую ассоциацию Норрчёпинга, в 1979 году — в Коммунистическую лигу — м-л, в 1982 году — в Коммунистическую партию в Швеции. В 1980 году за критику нового руководства Китая во главе с Дэн Сяопином из партии была исключена ещё одна группа, составлявщая около 15 % членов партии. Исключённые основали Коммунистическую партию Швеции (марксистско-ленинскую) (Sveriges Kommunistiska Parti (marxist-leninisterna)), принявшую в следующем году название Коммунистической партии рабочих Швеции.
Партия участвовала в общенациональных выборах, проходивших в 1970 (0,4 % голосов), 1973 (0,37 %) и 1976 (0,72 %) годах.
1980-е годы ознаменовались кризисом в партии и политической дезорганзацией. Партия была разделена дискуссией по проблеме нового китайского руководства. Начиная с конца 1970-х годов между КНР и Вьетнамом, обеим из которых шведские маоисты оказывали политическую поддержку, происходило множество вооруженных конфликтов (в 1979 году состоялась Китайско-вьетнамская война). Начиная с 1982 года и далее на национальных выборах КПШ поддерживала Социал-демократическую партию. Многие члены партии, включая лидеров, покинули её ряды, пополняя ряды других ультралевых организаций.
На четвертом съезде партии в июне 1984 года председателем был избран Роланд Петтерссон. На муниципальных выборах 1985 года КПШ получила места в советах Елливаре, Мариестада, Валлентуны, Лаксо, Вадстены и Сигтуны. На пятом съезде, проходившем в октябре—ноябре 1986 года, КПШ изменила своё название на Партию солидарности, и приняла некоммунистическую программу. Отделение ПС в Мариестаде, имевшее представительство в местном совете, вышло из ПС, создав региональную партию «Муниципальные левые» («Kommunal Vänster»). На съезде был избран новый Центральный комитет и его председатель — Ян-Улоф Норелль (Jan-Olof Norell).
На муниципальных выборах 1988 года партия участвовала в двух округах — Сигтуна и Валлентуна. Организации в Лаксе, Катринхольме и Хаммарё участвовали в местных коалициях под единым названием «ЛПК — Муниципальные левые»: в Лаксе вместе с Левой партией — Коммунисты, в Катринхольме — с ЛПК, троцкистской Социалистической партией и независимыми кандидатами. В Йелливаре ПС участвовала в едином местном избирательном списке «Объединенные социалисты».
Перед намечавшемся в ноябре 1989 года шестым съездом Центральный комитет предложил распустить партию. К этому времени в партии функционировали лишь локальные организации, и существовала серьёзная тенденция к растворению общенациональной организации и возможности участия в выборах с другими политическими силами. Конгресс не принял предложение ЦК. Председателем партии остался Ян-Улоф Норелль. Было решено летом следующего, 1990, года собрать съезд, на котором будет определено будущее партии.
Последний номер партийного издания «Solidaritets-Gnistan» был выпущен 13 декабря 1989 года. В 1990 году партия прекратила функционировать как общенациональная. Транфсормировалась в региональную партию в Валлентуне, где участвовала в муниципальных выборах до 1994 года.

## Молодёжная организация
В период радикализации 1970-х годов к КПШ присоединилась Шведская лига света (Svenska Clartéförbundet; фр. Clarté — свет, ясность) — молодёжная социалистическая организация, созданная в 1921 году как отделение одноимённого международного объединения. В 1982 году группа заявила о своей независимости от маоистской компартии и отошла от неё.
В 1970-е годы как молодёжное крыло компартии была основана организация «Красная молодёжь» («Röd Ungdom»). На своем четвертом съезде в апреле 1982 года КМ выступила против партийной линии на поддержку социал-демократов на общенациональных выборах. Вместо этого они призвали не участвовать в выборах. В принятой на съезде резолюции говорилось: «девять парламентских партий будут устанавливать будущее шведской молодежи. Будущее — это решительная организация и борьба молодежи». На съезде присутствовали три делегата от компартии, однако они не смогли убедить съезд поддержать партийную линию.
Ко времени пятого чрезвычайного съезда КМ в 1983 года организация находилась в плачевном состоянии. Съезд утвердил слияние КМ и Марксистско-ленинской боевой лиги за коммунистическую партию Швеции (м-л), ещё одного маоистского откола от Левой партии — Коммунисты 1967 года.
К муниципальным выборам 1988 года в Валлентуне была создана Молодёжная лига Партии солидарности (Solidaritetspartiets ungdomsförbund).